# دینگ یانیوهانگ
دینگ یانیوهانگ (انگلیسی: Ding Yanyuhang؛ زادهٔ ۲۰ اوت ۱۹۹۳) بازیکن بسکتبال اهل چین است.
وی در مسابقات کشوری و بین‌المللی در مجموع برندهٔ ۲ مدال طلا شده‌است.